# Guido Orelli
Guido Orelli (* erstmals erwähnt 1282 in Locarno; † 26. August 1314 in Biasca), Sohn des Matteo, avogadro und Rektor von Blenio.

## Leben
Zwischen 1292 und 1293 fiel er mit Hilfe lokaler Verbündeter in die Valle Leventina ein und nahm die Führer der von den Welfen aus Baceno kontrollierten Talschaft fest, die ihrerseits 20 Jahre früher versucht hatten, den Orelli das Bleniotal zu entreissen; sein Bruder Alberto war mehr als ein Jahr lang deren Podestà. Guido übte hierauf mehr als zwei Jahre lang dieses Amt aus.
Am 1303 nahm Guido am gescheiterten Versuch der Ghibellinen teil, die Herrschaft in Como zurückzuerlangen, und wurde gefangen genommen, aber dann freigelassen; am Anfang 1305 befand er sich bereits wieder im Bleniotal. Im Frühling 1309 verjagten die Bewohner Blenios mit Hilfe von Welfen aus Como Guido und seinen Vikar aus dem Tal, aber schon gegen 1311 wurde er von den Domherren erneut in seine Ämter eingesetzt.